# Robert Robin
Pour les articles homonymes, voir Robin.
Robert Robin est un horloger français né en 1742 et mort en 1799. Il fut l'horloger du Roi Louis XVI.
Il inventa en  1793 un échappement mixte ancre-détente, qui combinait les avantages de l’échappement à détente (hauts rendements) à ceux de l’échappement à ancre (meilleure sécurité de fonctionnement). Il fut l'un des premiers à utiliser en France l'échappement à ancre pour les montres, et conçut de nombreux régulateurs de très grande qualité.
Il fabriqua en 1785 l'horloge de Marie-Antoinette, horloge qui fut confisquée à la Révolution française et est actuellement exposée dans la Grande galerie de l'évolution du Muséum national d'histoire naturelle de Paris.

## Œuvres par ordre chronologique

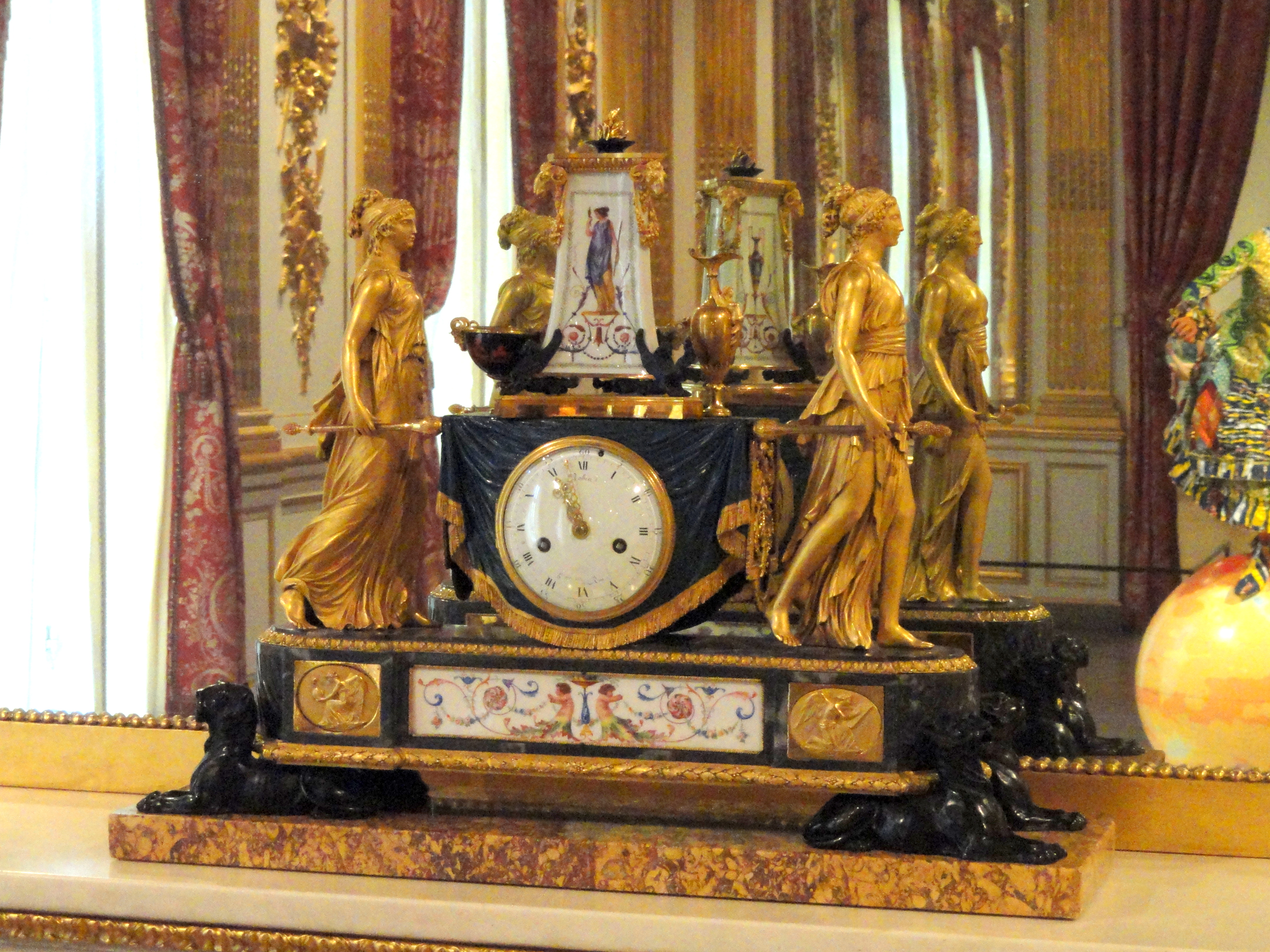
Pendule (Corcoran Gallery of Art)

- avant 1783, "pendule de cheminée à secondes sonnant les heures et demi-heures faite par Robin à Paris, dans sa boëte en forme quarrée long de cuivre, dorée d’or moulu, ornée de bas-reliefs et de guirlandes d’argent, surmontée d’une aigle aussi dorée d’or moulu" (est-ce bien ce Robin ?) indiquée dans l'inventaire après décès de l'orfèvre parisien Pierre Germain dit le Romain, le 19 février 1783 [1].
- 1785, horloge de la reine Marie-Antoinette (Musée national d'histoire naturelle).
- 1787, mouvement d'une horloge-régulateur de parquet en acajou et bronze doré, Versailles, Petit Trianon (acquise par Louis-Philippe en 1837, placée à Versailles en 1839[2]
- 1788, Mouvement d'une pendule aux vestales de la reine Marie-Antoinette, Paris, musée des Arts décoratifs (Dépôt ministère de l'Intérieur)[3].
- 1793-1794 : Description de la pendule astronomique décimale a séconde, a remontoir et a sonnerie décimale présentée à la Convention nationale par Robert Robin, Horloger au Louvre, galerie des Artistes[4]
- 1793-1794 : Mesure du temps. Echappement nouveau inventé à Paris en 1791. Mémoire contenant la description d'un échappement libre ou à détente ; les détails de son exécution et ses avantages ; quelques réflexions sur les montres décimales, des nombres convenables pour en construire de bonnes ; les moyens de faire usage des montres actuelles avec cette division en ne changeant presque rien au mouvement. Par Robert Robin, horloger, au Louvre, Galerie des Artistes[5].

Sans date:
- Mouvement de grande montre. Musée du Louvre[6]
- Mouvement d'une pendule dite au "Chat de Vénus", bronze ciselé et doré sur socle de marbre blanc, Versailles, châteaux de Versailles et de Trianon[7]
- Mouvement de cartel. Musée des Arts décoratifs, Paris[8]
- Mouvement de pendule à deux sphinges en bronze, doré et marbre. Musée du Louvre[9]
- Mouvement de montre ronde, musée du Louvre[10]